# Abdurrahim Hojibayev

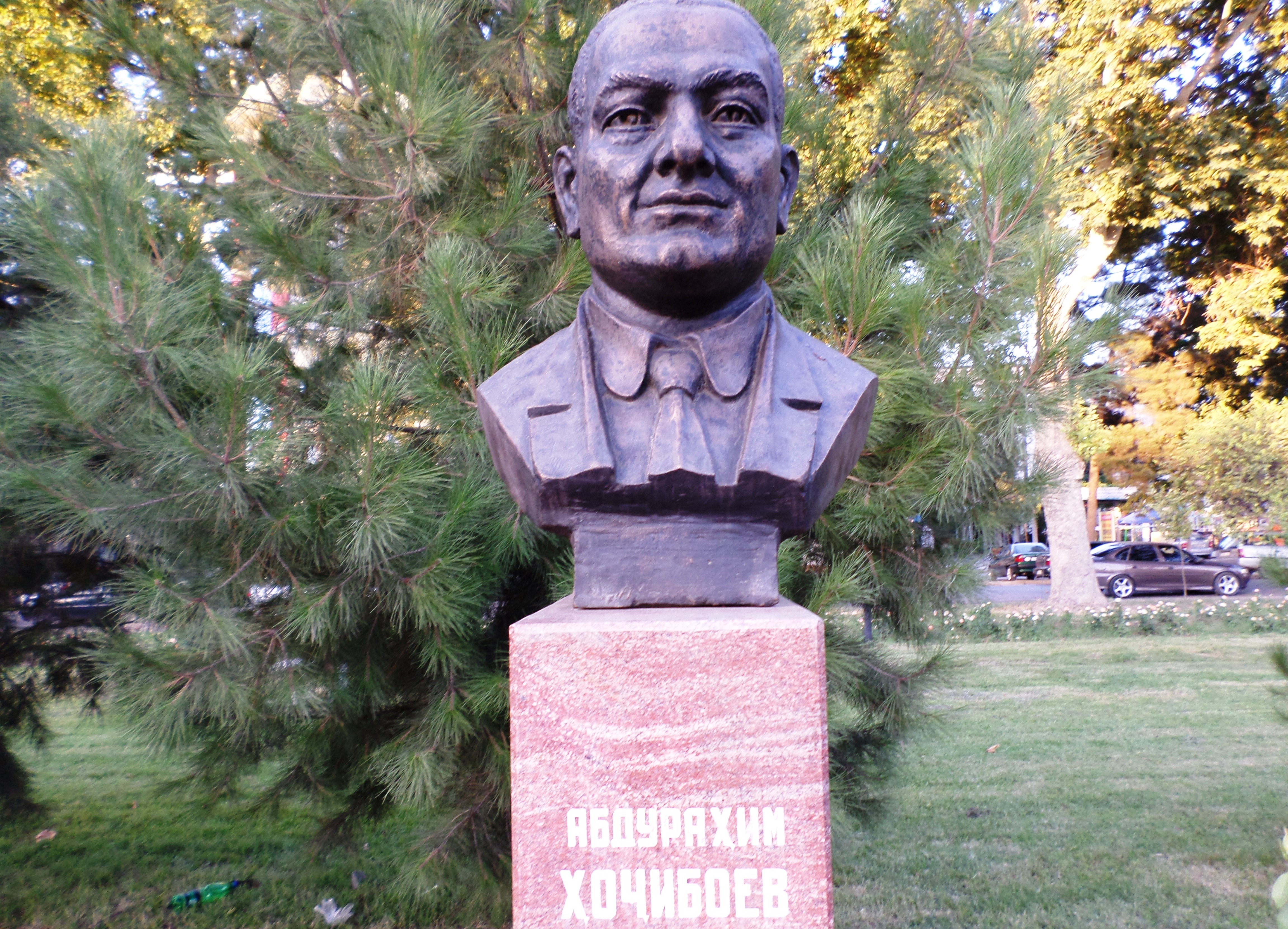
Tượng bán thân của Abdurrahim Hojibayev

Abdurrahim Hojibayev (tiếng Tajik: Абдурраҳим Ҳоҷибоев, sinh ngày 25 tháng 4 năm 1900 – mất ngày 25 tháng 1 năm 1938) là Chủ tịch Hội đồng bộ trưởng nước Cộng hòa Xã hội chủ nghĩa Xô viết Tajikistan (nay là Cộng hòa Tajikistan) từ tháng 11 năm 1929 đến ngày 28 tháng 12 năm 1933. Ông chết tại Khujand trong cuộc Đại thanh trừng.